# نووه دووری (ناحیه لیتومیریتسه)
نووه دووری (ناحیه لیتومیریتسه) (به چکی: Nové Dvory) یک منطقهٔ مسکونی در جمهوری چک است که در ناحیه لیتومیریتسه واقع شده‌است. نووه دووری ۷٫۲۲ کیلومتر مربع مساحت و ۳۹۶ نفر جمعیت دارد و ۱۵۹ متر بالاتر از سطح دریا واقع شده‌است.